# Generalläkare
Generalläkare är den högsta militärläkaren inom ett lands försvarsmakt. Uppgifter och ansvarsområde varierar, men det är vanligt att en generalläkare endera är chef för den personalkår där de militära läkarna ingår, eller är chef för hela den försvarsmedicinska verksamheten. 

## Sverige

I Sverige är generalläkaren en befattningshavare inom Försvarsmakten. Under lång tid hade den svenske generalläkaren generalmajors grad (alternativt konteramiral för en läkare med marin bakgrund), men reducerades 2004 till brigadgeneral. Sedan 2007 är generalläkaren en civil befattningshavare (på nivå motsvarande brigadgeneral) som endast utövar tillsynsverksamhet inom Försvarsmakten, och därför inte är den som leder sjukvårdsfunktionen eller sjukvårdsförbanden.

### Historik
Den svenska fältläkarkåren hade under en lång tid ingen egentlig militär chef, sedan kårens egna militära organisation avskaffades 1812, en kort tid efter att Karolinska institutet hade inrättats för att utbilda de militära läkarna. En befattning som överfältläkare fanns, men denne var en ledamot i Medicinalstyrelsen som handlade de militära hälso- och sjukvårdsärendena och hade inga egentliga befälsbefogenheter. Befattningen generalfältläkare existerade i princip, men var avsedd att tillsättas i krig.
Efter att frågan om en annan organisation väckts och utretts flera gånger under decennierna beslöt riksdagen 1907 att inrätta en Sjukvårdsstyrelse inom försvaret, med överfältläkaren som chef. Från 1 januari 1915 ändrades benämningen på chefsbefattningen till generalfältläkare, medan överfältläkare blev beteckningen på den näst högsta befattningen.
I samband med att Försvarsmakten bildades som en gemensam myndighet 1994 lades Försvarets sjukvårdsstyrelse ner, och stabs- och ledningsuppgifterna för den militära sjukvården fördes över till Högkvarteret (HKV) i form av en sjukvårdsledning. Chefen för denna ledning blev generalläkaren, med generalmajors grad och ansvar för både själva hälso- och sjukvårdfunktionen och för tillsyn inom området.
1999 utvidgades tillsynsområdet för generalläkaren i samband med att Miljöbalken infördes och ersatte Miljöskyddslagen. Tidigare hade tillsynen av miljöfarlig verksamhet inom försvaret legat på länsstyrelserna, men generalläkaren fick nu denna uppgift. Tillsynsansvaret omfattade förutom Försvarsmakten själv även Fortifikationsverket, Försvarets radioanstalt och Försvarets materielverk.
1 april 2007 omorganiserade Försvarsmakten ledningen av hälso- och sjukvårdsfunktionen, vilket innebar att funktionsansvaret och tillsyn skildes åt. Funktionsansvaret, innefattande själva verksamhetsledningen av den militära sjukvården, flyttades till logistikfunktionen inom HKV, med en överste som chef. 
Benämningen generalläkare användes på chefen för tillsynsenheten fram till 2017. Sedan dess benämns befattningen Försvarsinspektören för hälsa och miljö (FIHM) och har till uppgift att kontrollera att Försvarsmakten följer lagar och andra föreskrifter som gäller miljö- och hälsoskydd, livsmedelssäkerhet, djurskydd, djurhälsovård, djursjukvård, hälso- och sjukvård samt smittskydd.

### Svenska generalfältläkare
- 1906–1917: Anton Nettelblad
- 1917–1930: Fritz Bauer
- 1930–1939: Richard Erhardt
- 1939–1943: David Lindsjö
- 1943–1943: Oskar Nordlander[7]

### Svenska generalläkare
- 1944–19??: David Lindsjö
- 19??–1952: ???
- 1952–1964: Carl Erik Groth
- 1964–1974: Carl-Johan Clemedson
- 1975–1981: Åke Lindgren
- 1979–1980: Bo Rybeck (tf)
- 1981–1985: Bo Rybeck
- 1985–1997: Björn Zetterström
- 1997–2004: Ann-Marie Göransson
- 2004–2006: Sture Andersson
- 2007–2007: Claes Meijer (tf)
- 2008–2015: Siegfried de Joussineau de Tourdonnet [8]
- 2016–2022: Pierre Campenfeldt [9]
- 2022–20xx: Claes Ivgren [a]

## USA
I USA finns en generalläkare (Surgeon General) för respektive försvarsgren. Dessutom finns en befattning vid namn Surgeon General of the United States, vars innehavare är viceamiral och chef för United States Public Health Service Commissioned Corps (PHSCC). PHSCC är en federal myndighet med ansvar för folkhälsofrågor och har en egen uniformerad personalkår som av historiska skäl använder marina grader. PHSCC startade som en organisation som drev marina sjukhus och som kom att få bredare folkhälsouppgifter genom att de skötte den amerikanska karantänsverksamheten.